# Ludwik Natkaniec

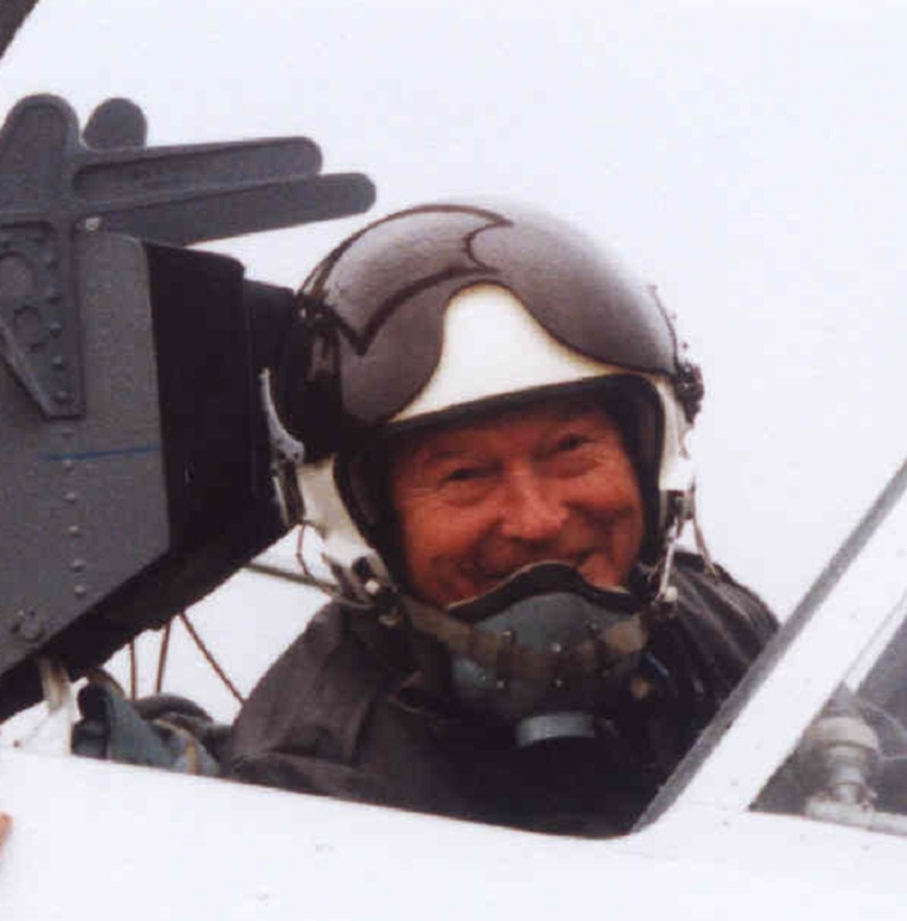
Inż. Ludwik Natkaniec (1931 – 1999) – pilot doświadczalny Instytutu Lotnictwa, podczas prób w locie samolotu PZL I-22 Iryda M-92, Dęblin 1992 r.

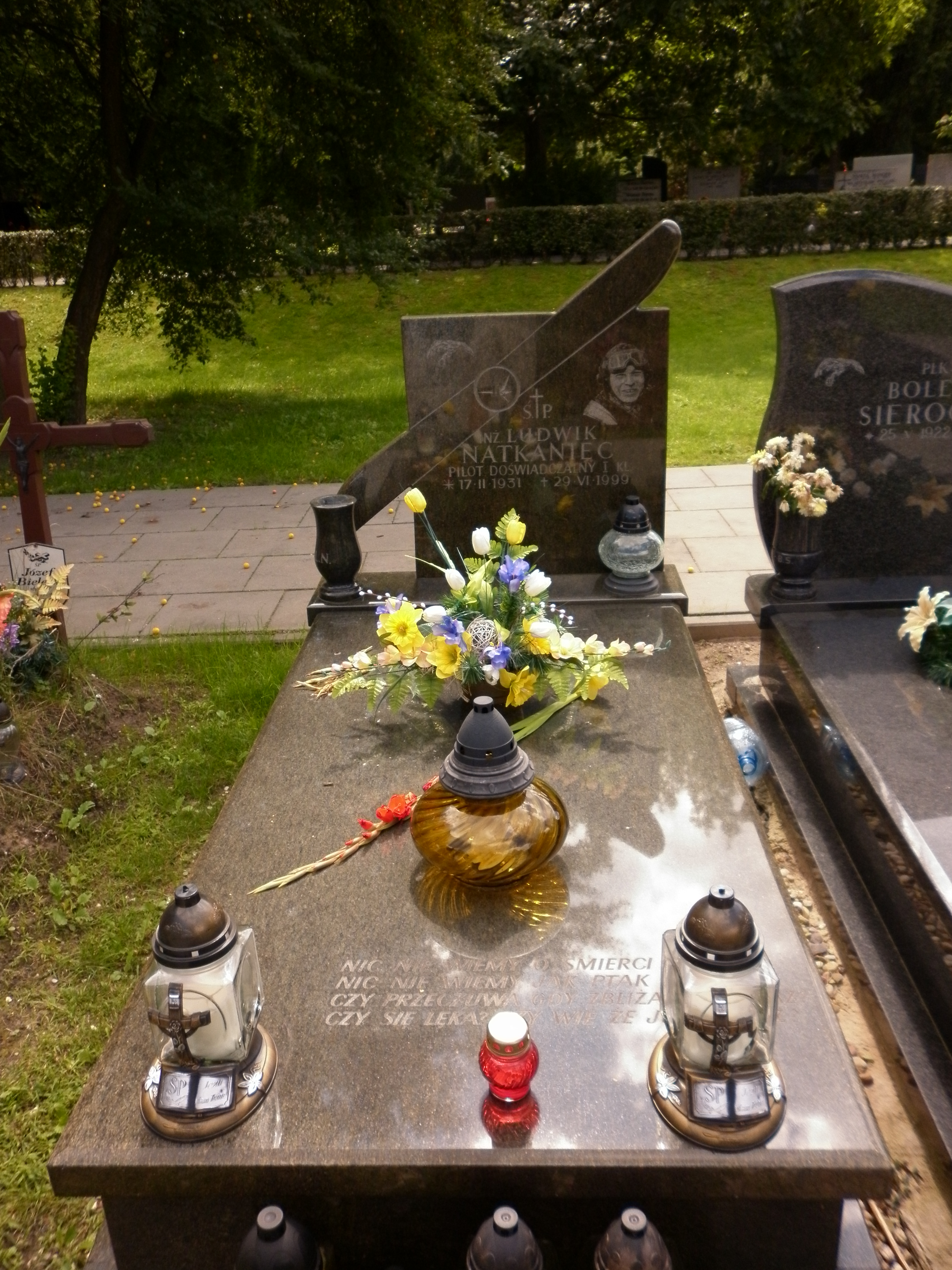
Grób Ludwika Natkańca na Wojskowych Powązkach

Ludwik Natkaniec (ur. 17 lutego 1931 roku w Sosnowcu, zm. 29 czerwca 1999 roku w Warszawie) – pilot doświadczalny,  wieloletni szef pilotów Zakładu Badań w Locie Instytutu Lotnictwa w Warszawie. 

## Życiorys
Karierę lotniczą rozpoczął w 1949 roku w Lisich Kątach, gdzie szkoląc się metodą jednosterową latał na szybowcach poniemieckich SG-38 i polskich Salamandra. Latem 1950 roku uzyskał przeszkolenie na samolocie CSS-13 (licencyjna odmiana Po-2).  W 1951 roku rozpoczął studia na Wydziale Lotniczym Politechniki Wrocławskiej, a po zlikwidowaniu tego wydziału dokończył studia na Wydziale Lotniczym Politechniki Warszawskiej. Był aktywnym członkiem Aeroklubu Warszawskiego, gdzie w 1954 roku uzyskał uprawnienia instruktora. 
W czerwcu 1955 roku uzyskał dyplom inżyniera lotnictwa i 1 września tego rozpoczął pracę w Zakładzie Badań w Locie Instytutu Lotnictwa w Warszawie, gdzie jako pilot doświadczalny latał przez 42 lata swej kariery zawodowej (bez przerwy do września 1997 roku). 30 maja 1957 na samolocie PZL TS-8 Bies ustanowił międzynarodowy rekord prędkości, bijąc przy okazji cztery rekordy krajowe. W 1964 roku na samolocie PZL TS-11 Iskra uzyskał też kolejny rekord międzynarodowy, uzyskując na krótkiej bazie prędkość 839 km/h. 
W czasie badań samolotów miał wielorakie przygody z których najbardziej znana jest ta z 30 września 1957 roku – gdy po urwaniu się jednej łopaty śmigła na prototypie na samolocie TS-8 Bies doszło do wybudowania się i urwania w locie silnika samolotu. Błyskawiczne otwarcie podwozia i duża doza szczęścia uratowała pilota przed przeciągnięciem  i pozwoliła na szczęśliwe wylądowanie.  
Od lutego 1960 roku ma uprawnienia pilota doświadczalnego I klasy. Podczas prób samolotu TS-11 Iskra doszło do złożenia się jednej goleni podwozia. Pod koniec lat 60 XX wieku prowadził loty homologacyjne samolotu komunikacyjnego Jak-40. 
Był głównoprowadzącym próby latającego laboratorium Lala-1 a później samolotu M-15. Od początku programu PZL I-22 Iryda został włączony do zespołu prowadzącego próby, dokonując większość oblotów, w tym najbardziej ryzykowne próby flatterowe. Był gorącym propagatorem tej konstrukcji, zwłaszcza jej ostatniej wersji M-96. 
Badał w locie m.in.
- CSS-13 (wersja sanitarna).
- TS-8 Bies.
- CSS-12.
- MD-12.
- TS-11 Iskra.
- Lala-1 (pierwszy oblot).
- Kukułka.
- M-15.
- I-22 Iryda (pierwszy oblot).

Miał uprawnienia na wszystkie typy samolotów dopuszczonych do użytkowania w Polsce, uprawnienia pilota komunikacyjnego, instruktora pilota I kl. Dnia 1.8.1985 r. decyzją Ministra Obrony Narodowej awansowany na stopień porucznika rezerwy Sił Zbrojnych PRL.
Był całe życie człowiekiem bardzo skromnym, niechętnie mówiącym o swych dokonaniach i zasługach. Zmarł po ciężkiej chorobie, został pochowany na Wojskowych Powązkach z honorami wojskowymi (kwatera HIII-7-35). 
Pośmiertnie, Postanowieniem Prezydenta RP z 6 lipca 1999 został odznaczony Krzyżem Oficerskim Orderu Odrodzenia Polski.